# Медичний факультет Київського імператорського університету Святого Володимира
Медичний факультет Київського імператорського університету Святого Володимира існував з 1841 до 1920 року, допоки не був відділений у окремий Київський медичний інститут. З 1918 до 1920 року університет мав назву Український народний університет. Медичний факультет був одним із важливих центрів підготовки лікарів у Російській імперії, а також осередком наукових досліджень у галузі медицини й біології.

## Історія

### Створення факультету
Імператорським указом від 27 квітня 1840 року наказано: «…Виленскую медико-хирургическую академию передать из министерства внутренних дел в министерство народного просвещения». Височайшим рескприптом на ім´я Міністра народної освіти 29 квітня 1840 року було наказано : «…Вам предоставлено сделать распоряжение о присоединении этой академии по преобразовании ея в медицинский факультет к Университету святого Владимира, когда довершится воздвигаемое в Киеве для него здание».
Для залучення перших викладачів на факультет було проведено конкурс серед викладачів Віленської медико-хірургічній академії, яку було закрито 1841 року. До новоствореного факультету передавалися також дослідницькі кабінети (лабораторії) академії, студентські посібники, бібліотека.
У вересні 1841 року міністр освіти Російської імперії граф Сергій Уваров доповів імператору Миколі І про відкриття медичного факультету Київського університету. Першу лекцію прочитав професор кафедри анатомії (і її перший завідувач) Микола Козлов 9 вересня 1841 року. На перший курс було зараховано 21 студента.
Значна частина перших професорів факультету переїхала з Вільна. Так, кафедру фізіології очолив Едуард Мірам, кафедру державного лікарезнавства — Іван Леонов, професором хімії був Ігнатій Фонберг.

### 1840і-1850і роки
Перші два десятиліття медичного факультету прийшлися одразу після студентських безладів, які й призвели до ухвалення консервативного статуту університету 1842 року. На думку професора Михайла Владимирського-Буданова, Київський університет у ті роки за рівнем жорсткості управління знаходився у стані гіршому за інші університети Російської імперії. Показовим відносно медичного факультету є звернення київського генерал-губернатора Дмитра Бібікова до студентів-медиків:
|  | Ви, панове, пляшіть, картярюйте, чіпляйтеся до чужих дружин, відвідуйте шльондр, але політикою не займайтесь, інакше вижену з університету. Оригінальний текст (рос.) Вы, господа, пляшите, картежничайте, ухаживайте за чужими женами, посещайте девок, но политикой не занимайтесь, не то выгоню из университета. |

 Той самий Бібіков вважав, що «чим менше науки в університеті, тим краще і безпечніше».

### 1860ті— 1870ті
Реформи Олександра II, розпочаті після смерті Миколи І, призвели до лібералізації політичної обстановки навколо університету.

### Київський жіночий медичний інститут
Оскільки жінки переважно не мали права навчатися в університетах Російської імперії до 1917 року, група професорів Медичного факультету Київського імператорського університету Святого Володимира вирішили 1907 року відкрити медичне відділення на Київських вищих жіночих курсах. Згодом у 1915 році це відділення було перетворено на окремий Київський жіночий медичний інститут, де навчались декілька тисяч жінок.

## Кафедри
В університетському статуті 1835 року було записано про необхідність відкриття 10 кафедр: анатомії і патологічної анатомії; фізіології і загальної патології; лікарського речовинослівства (загальна терапія, токсикологія, фармація, гігієна); клініки; семіотики; теоретичної хірургії; операційної хірургії, очних хвороб і хірургічної клініки; повивального мистецтва; судової медицини; худоболікування.
Статутом 1842 року пріоритетність медичних дисциплін було змінено, тому надалі формувалися такі кафедри:
- анатомії фізіологічної з мікрографією
- фізіології здорової людини
- патологічної фізіології з патологічною анатомією
- загальної терапії
- оперативної хірургії з хірургічною анатомією
- теоретичної хірургії з офтальмоятрією
- спеціальної терапії
- терапевтичної клініки із семіотикою
- акушерства теоретичного і практичного
- державне лікарезнавство.[6]

Кафедрами оперативної хірургії з хірургічною анатомією і теоретичної хірургії з офтальмоятрією завідував хірург Володимир Караваєв. Кафедрами спеціальної патології і терапії з госпітальною клінікою та факультетської терапії завідував Сергій Алфер'єв. Кафедру фізіології здорової людини обіймав Едуард Мірам. Кафедру анатомії у 1841-1844 роках займав Микола Козлов, а її наступницю кафедру фізіологічної анатомії та мікроскопії 1844 року очолив Олександр Вальтер. У 1868-1889 роках кафедрою анатомії завідував Володимир Бец. Кафедру державного лікарезнавства займав Іван Леонов, професором хімії був Ігнатій Фонберг. Кафедру патологічної анатомії з 1858 року обіймав Юлій Мацон.
Згідно з університетським статутом 1863 року було створено кафедру медичної хімії та фізики. Також за цим статутом мала з'явитися окрема кафедра загальної патології. Її було створено 1868 року на чолі з Никанором Хржонщевським.

За новим статутом 1884 року було відкрито самостійну кафедру медичної хімії, яку очолив випускник Московського університету Олександр Шеффер.

## Будівлі факультету

### Будинок полковника Фреймана

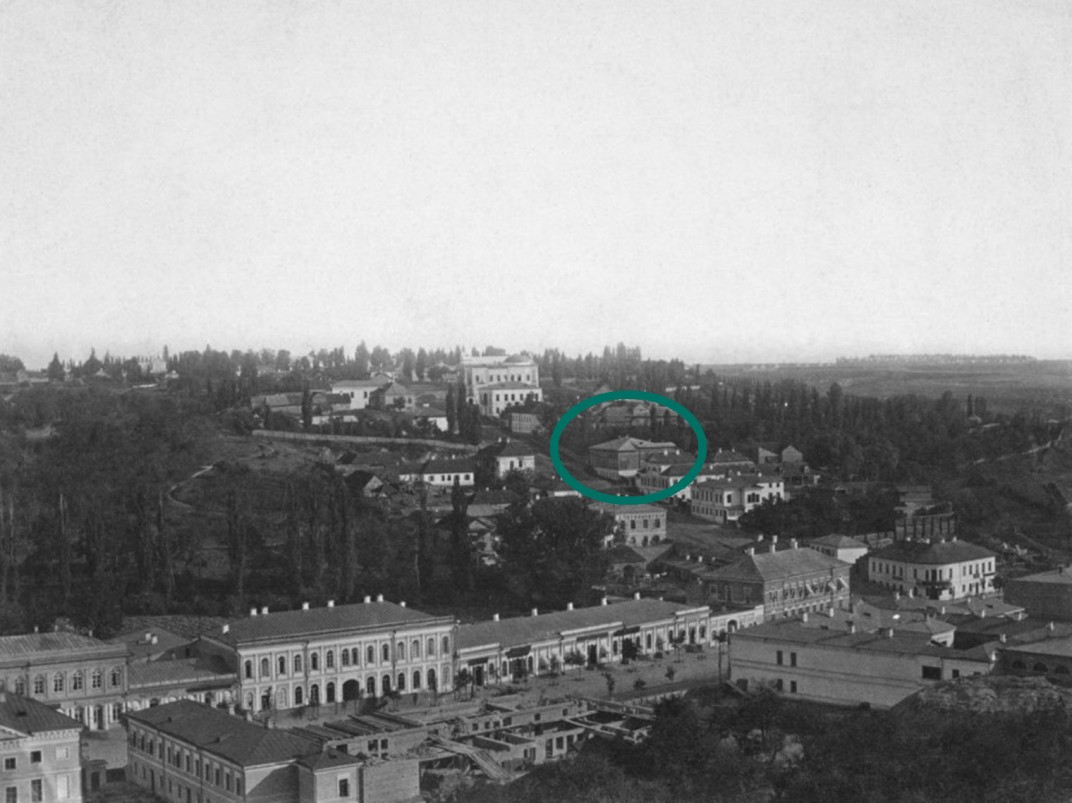
Будинок полковника Фреймана на Анненківській вулиці (нині Лютеранська)

Через бажання Миколи І якнайшвидше відкрити медичний факультет, це трапилось на рік раніше від запланованого 1842—1843 навчального року. Але будівля за проектом Вікентія Беретті ще не була зведена, через що факультет не мав на момент відкриття власного приміщення. Попечителем Київського навчального округу Сергієм Давидовим був виданий наказ знайти окереме приміщення для оренди медичним факультетом. Трьохповерхову будівлю було невдовзі знайдено на вулиці Графській:
| | Во исполнение предписания Вашего Высокородия от 21-го августа сего 1840 г. за № 138 отыскал я на Графской улице дом триэтажный г. полковника Фреймана, удобный для помещения анатомического театра и, по мнению г. Экзекутора университетского, сорока человек казеннокоштных студентов со всеми их принадлежностями, а именно: в первом каменном этаже комнаты для прозектора, столовая для студентов, буфет, прачешная, пекарская печь и два погреба; во втором — кабинет анатомический, аудитория, лаборатория, комната для служителей и большая кухня; в третьем — помещение для студентов с цейхгаузом; в отдельном на дворе флигеле помещение для двух чиновников по две комнаты с кухнями, о чем честь имею покорнейше донести, и при сем представить план дома… Домовладелец согласен отдать в наем собственный дом, состоящий из трех этажей, одного нижнего каменного и двух деревянных — среднего и верхнего, с особым к нему флигелем, конюшнями, сараями, колодезем и садом для Университета св. Владимира под помещение в оном анатомического театра, кабинетов и казеннокоштных студентов в полное университетское распоряжение… Цена в год назначается по 5000 руб. ассигнациями, а вместо оных по 1428 руб. 57 1/2 коп. серебром. |
| — З рапорту університетського лікаря, доктора медицини, колезького ассесора Дольнера ректору університету св. Володимира від 24 серпня 1840 року | |

Саме в цьому будинку відбулась перша лекція 9 вересня 1841 року. Наприкінці XIX ст. будівлю було знесено.

### Анатомічний театр і лабораторії

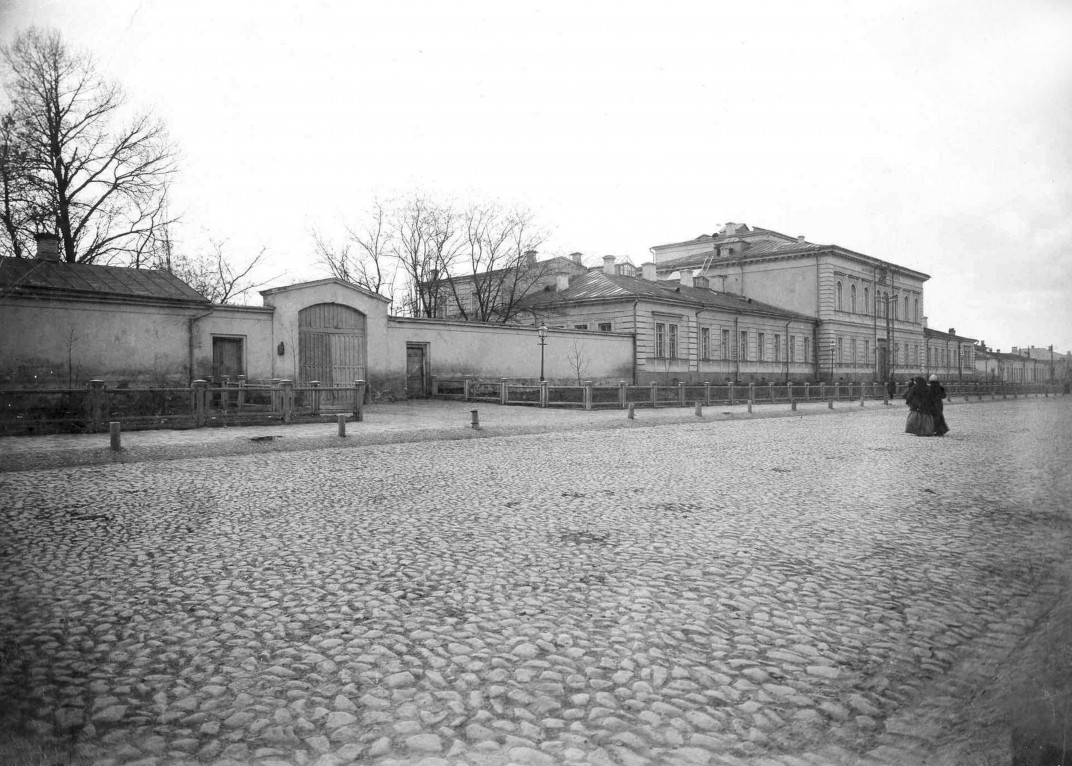
Анатомічний театр Київського університету Св. Володимира

Перший анатомічний театр було відкрито в тому ж будинку Фреймана (або Краузе). Після завершення будівництва головного корпусу університету анатомічний театр деякий час існував там, проте через незручності, які він чинив навчальному процесу на інших факультетах, його вивели за межі корпусу. Далі цю функцію виконував будинок Фадєєва (потім садиба Матвеєва) на Тарасівській вулиці
Новий анатомічний театр було побудовано для медичного факультету за проектом архітектора Олександра Беретті у 1851—1853 роках. Для будівлі було обрано пустку подалі від основних магістралей міста. Проте невдовзі анатомічний театр на вулиці Фундуклеївській опинився у центральній частині Києва.
З 1869 року в будівлі анатомічного театру знаходилися кафедри загальної патології, гістології. 1875 року поблизу було побудовано одноповерховий флігель, у якому розмістилися лабораторії гістології і загальної патології.

### Базові клініки
Перша у Києві поліклініка відкрилася 1 листопада 1870 року у будинку Березовського на розі вулиць Володимирської і Шулявської. На пропозицію тодішнього декана Никанора Хржонщевського у ній стали безоплатно працювати викладачі факультету: Володимир Бец, Євген Афанасьєв, Людвіг Горецький, Микола Скліфосовський, Олексій Шкляревський, Карл Трітшель та інші.

## Декани медичного факультету
Першим деканом факультету став хірург Володимир Караваєв, який паралельно завідував кафедрами оперативної хірургії з хірургічною анатомією і теоретичної хірургії з офтальмоятрією, а також 1844 заснував факультетську клініку, якою керував майже 40 років. Пізніше деканами були Федір Цицурін — випускник Харківського університету і завідувач кафедри терапії, а далі — Сергій Алфер'єв, завідувач кафедр спеціальної патології і терапії з госпітальною клінікою та факультетської терапії.
- Володимир Караваєв квітень 1843 — лютий 1847
- Федір Цицурін квітень 1847 — 31 грудня 1849
- Сергій Алфер'єв січень 1850 — січень 1854
- Едуард Мірам січень 1854 — грудень 1861
- Олександр Матвєєв грудень 1861 — квітень 1865
- Федір Ергардт[ru] квітень 1865 — квітень 1868
- Юлій Мацон квітень 1868 — грудень 1869
- Никанор Хржонщевський грудень 1869 — грудень 1872
- Петро Перемежко грудень 1872 — листопад 1875
- Федір Ергардт листопад 1875 — квітень 1883
- Володимир Томса вересень 1883 — січень 1884
- Віктор Субботін січень 1884 — січень 1887
- Федір Ергардт січень 1887 — серпень 1890
- Емілій Гейбель вересень 1890 — грудень 1897
- Тихомиров Михайло Андрійович січень 1898 — травень 1902
- Микола Оболонський жовтень 1902 — березень 1913
- Олексій Садовень квітень 1913 — травень 1917; листопад 1917 — вересень 1919
- Павло Морозов[ru] вересень 1919 — березень 1920[12]

## Випускники
У період з 1841 до 1917 року Медичний факультет закінчили 7036 лікарів

### Відомі випускники
- Горецький Людвіг Казимирович (1848)
- Антонович Володимир Боніфатійович (1855)
- Бец Володимир Олексійович (1860)
- Трітшель Карл Генріхович (1864)
- Субботін Віктор Андрійович (1867)
- Сікорський Іван Олексійович (1869)
- Ломинський Федір Іванович (1882)
- Волкович Микола Маркіянович (1882)
- Підвисоцький Володимир Валеріанович (1884)
- Яновський Феофіл Гаврилович (1884)
- Омельченко Федір Захарович (1890)
- Заболотний Данило Кирилович (1893)
- Черняхівський Олександр Григорович (1893)
- Леонтович Олександр Васильович (1893)
- Маньківський Олександр Федорович (1894)
- Нещадименко Марко Петрович (1896)
- Соколов Феодосій Онисимович (1897)
- Стражеско Микола Дмитрович (1899)
- Лука (Войно-Ясенецький) (1903)
- Вашетко Микола Памфілович (1908)
- Губергріц Макс Мойсейович (1911)
- Кронтовський Олексій Антонович (1911)
- Булгаков Михайло Опанасович (1916)
- Іванов Вадим Миколайович (1916)
- Правдич-Немінський Володимир Володимирович (1917)
- Коломійченко Михайло Сидорович (1919)

Див. також Категорія:Випускники медичного факультету КІУ Св. Володимира

## Реорганізація факультету
У період 1917—1919 років у Києві існувало три вищих медичних заклади, які готували лікарів. Окрім Медичного факультету Університету святого Володимира, у серпні 1918 року гетьманом Павлом Скоропадським був створений медичний факультет Київського українського державного університету, де викладання відбувалося українською мовою. У 1915 році на основі медичного відділення Вищих жіночих курсів було створено Київський жіночий медичний інститут. У зв'язку з об'єднанням більшовиками в липні 1919 року Університету святого Володимира й Українського державного університету, було об'єднано й обидва медичні факультети, але збережено паралельно наявність двох лектур: української та російської.
У березні 1920 року вийшов наказ Управління вищої школи Києва про об'єднання Медичного факультету Київського університету (обидвох лектур) з Жіночим медичним інститутом у Інститут охорони здоров'я, який було остаточно створено в липні-серпні 1920 року. У жовтні того ж року до новоствореного інституту було приєднано в статусі факультету Одонтологічний інститут, а вже в січні 1921 року установу перейменували на Київську державну медичну академію. У грудні академію знову перейменували на Київський медичний інститут, який проіснував до 1992 року.